# كأس إسكتلندا 1972–73
كأس اسكتلندا 1972–73 (بالإنجليزية: 1972–73 Scottish Cup)‏ هو موسم من كأس اسكتلندا. فاز فيه نادي رينجرز.